# Живот светог Алексија
Живот св. Алексија (фр. La Vie de Saint-Alexis) је прво књижевно дело на романском (прото-француском) језику које је сачувано у првобитној редакцији.
Песма припада црквеној књижевности, односно врсти средњовековних хагиографија. Састављена је од 125 строфа, од по 5 асонанцираних десетераца, у којима се прича о животу светог Алексија.
У овој верзији Алексије је син римског племића који је побегао на дан свог венчања, крио се у Едеси, у Сирији, 17 година, да би се након тога вратио у родитељски дом, где живи непознат још 17 година, као просјак. Његов идентитет је откривен тек после смрти, а он слављен као светац.
Легенда о светом Алексију је источњачког (сиријског) порекла, пренета у Византију, а постојала је и у српској средњовековној књижевности.
Иако припада црквеној књижевности, Живот светог Алексија састављен је и са уметничким претензијама. Поред ауторове намере да подстакне духовно уздизање читаоца и одрицање од свега људског и земаљског, он не занемарује ни емоционалну компоненту, служећи се притом умереним, једноставним и непосредним стилом.